# Hybouville
Hybouville is een gehuchtje en voormalige gemeente in de Franse gemeente Envermeu in het departement Seine-Maritime. Het gehucht ligt in het zuidwesten van de gemeente.
Hybouville ligt aan de Eaulne, bijna twee kilometer ten westen van de dorpskern van Envermeu. Een halve kilometer ten noordwesten ligt het gehucht Saint-Sulpice-de-Bellengreville in buurgemeente Bellengreville.
Het gehucht bestaat tegenwoordig eigenlijk enkel uit een kasteel, het Château d'Hybouville.

## Geschiedenis
Oude vermeldingen van de plaats gaan terug tot rond 1210 in Dimidium feodum apud Hubouvillam, met vermeldingen van de kerk rond 1397 in Eccles. de Hibouville. De heren van Hybouville hadden een eigen kerkje voor hun kasteel. De 18de-eeuwse Cassinikaart toont hier de parochie Hybouville. 
Op het eind van het ancien régime eind 18de eeuw, toen de gemeenten werden gecreëerd, werd Hybouville een gemeente. Het kerkje werd verlaten na de Franse Revolutie, raakte in verval in de revolutionaire periode en werd verkocht en gesloopt.
In 1822 werd de gemeente Hybouville al opgeheven en net als het naburige Saint-Laurent-d'Envermeu aangehecht bij de gemeente Envermeu.

## Bezienswaardigheden
- Het Château d'Hybouville[4]

Auberville-sur-Eaulne · Bray · Le Buc · Envermeu · Hybouville · Saint-Laurent-d'Envermeu · Torqueville